# Североамериканская академия испанского языка
Североамериканская академия испанского языка (англ. North American Academy of the Spanish Language, исп. Academia Norteamericana de la Lengua Española, ANLE) — американская организация, объединяющая группу специалистов в сфере испанского языка в том числе писателей, поэтов, профессоров, преподавателей и лингвистов, чья миссия заключается в оказании содействия изучению и правильному использованию испанского языка в США, включая Пуэрто-Рико.
Основана в Нью-Йорке 5 ноября 1973 года. В числе её организаторов был испанский лингвист и поэт Томас Наварро Томас, бывший директор Национальной библиотеки Испании, который эмигрировал в США в ходе гражданской войны в Испании.
В состав Академии входит 1 почётный член, 36 действительных членов, 100 членов-корреспондентов и 100 сотрудников.
ANLE входит в Ассоциацию академий испанского языка с 1980 года.
Директорами Североамериканской академии испанского языка были:
- Карлос Макхейл (1973—1978)
- Одон Бетансос Паласиос (1978—2007)
- Херардо Пинья-Розалес (2008 — настоящее время).

Члены-корреспонденты Североамериканской академии испанского языка:
- Хоакин Бадахос.